# 土地
土地（とち、英: Land）とは、地殻の表層部の内で海や湖沼、河川など恒常的に水に覆われていない地面であり、陸地・大地のことである。また「土地の事情」、「土地の風俗・風習」などのように特定の地方や地域を示す場合もある。
土地には、一定の範囲の地面にその地中、空中を包合させる場合、河川や湖沼などの陸地に隣接する水域も含む場合もある。地中の土壌土砂、岩石等は土地の構成部分にあたる。

## 概説

### 経済的側面
経済学における土地は、資本、労働、経営（組織）とならび、付加価値を生み出す生産要素としてとらえられる。資産としては有形固定資産に分類される。いわゆる戦国時代は土地が唯一の収入源と言えたことからも、それをめぐる紛争や争いが多かった。
土地は、固定的にして硬直的な自然的特性（地理的位置の固定性、非移動性、永続性、不増性、非代替性、個別性等）と可変的にして流動的な人文的特性（用途の多様性、併合及び分割の可能性、社会的及び経済的位置の可変性等）を有する。さらに、人間の生活と活動に欠くことのできない基盤と位置づけられる（参考：不動産鑑定評価基準）。
土地は地理的位置の固定性を有するが、地殻変動や水害などにより地形が変化し、水没してしまうこともある。日本においては海面下に没した土地は登記簿から閉鎖され、私人の権利がおよばなくなる。
水域に土砂を投下し、埋立地を造成することで土地を増やせる。日本においては、海面下の土地を埋め立て、干拓で、新たに生み出した場合は国有地となる。
近代における市場経済においては、土地は市場での取引の対象となる。また、土地を売買・所有すると、税が課せられることもある。
土地の価格のことを地価という。地価は、収益（地代）を資本還元して定められるのが一般的であるが、2022年現在の日本の様に極端に利率が低い場合は適用できない。他の財と同様に、需要と供給の相互関係、代替競争関係にある他の土地(区分地上権を含む)、不動産の価格等によって左右される（参考：不動産鑑定評価基準）。
社会主義体制のもとでは、生産財である土地の所有権は一元的に国家に帰属する。

### 法的側面
法律上はブツ(物)であり、物権の客体であり不動産に分類される。元々一体の陸地を人為的に区分して個別の不動産として扱われる。その土地（不動産）の所有者が国である場合は「国有地」、地方公共団体の場合は「公有地」、個人の場合は「私有地（民有地）」と称される。隣接する土地との境界線確定で紛争となることは昔から多く見られる。分筆 、合筆も参照されたい。
日本における土地についての基本理念については、土地基本法に定められている。土地については、財産権が保障される一方で、その公共性から、多くの国で、土地については公共の福祉を優先させるものとされ、使用収益に様々な規制が設けられている。
土地所有権は地上（地表）だけではなく、合理的な範囲内において、その地下（地中）及び空中（上空、宇宙条約により最高海抜100kmまで）に及ぶ。日本においては、その地下の一部分だけ、あるいは空中の一部分だけに関して、使用収益を目的とする区分地上権を設定することができる。地下は、建物の地下室、水道、都市ガス、電気、通信、下水道など供給処理施設、道路や鉄道（地下鉄）等のトンネルを敷設するのに用いられている。地下深い部分については地上付近の利用に殆んど影響が及ばないという観点から、日本では、大深度地下利用に向けた動きもある。ただし、陥没事故も起きており、見直し議論も行われている。人類が活用できる地下の深度は、地球レベルでは、ごく表面だけである。また空中についての活用は、航空交通、電波等以外について、地球レベルでは、地表付近だけである。高層建物は、日照等環境、航空交通、電波等への影響等の観点から、規制の対象とされる。

## 土地の利用
日本における土地の用途による分類は地目の項を参照。
土地の利用の多くは、土地の上に構造物を建設し、その構造物を用いて活動をおこなうものである（宅地等）。宅地には、下記の住宅地、商業地、工業地等がある（宅地参照）。

### 宅地
人間が定住する土地は、「住宅地」と呼ばれる。
商業活動をおこなう土地は、「商業地」と呼ばれる。
工業生産活動をおこなう土地は、「工業地」と呼ばれる。
住宅地、商業地、工業地を参照されたい。

### 農地
農業を行う土地は、「農地」と呼ばれる。日本の農地法による農地の定義とは微妙に異なっている。

### 林地
林業を行う土地は、「林地」または「山林」と呼ばれる。

### その他
道路、鉄道、都市公園など、建物以外の公共公益施設の用に供される土地もあり、これらは公有地とされていることが多い。ただし、日本においては鉄道用地の大半は民有地である。

## 土地の計量
土地の計量のことを地積といい、単位は国際単位系では平方メートル（単位量あたりの正方形換算時:1m四方）。他にはSI補助単位系としてアール（同10m四方）、ヘクタール（同100m四方）や、日本の尺貫法による単位として坪（同約3.3平方メートル）などが用いられる。なお、土地の数量概念としては、日本では“筆”(parcel)が一般的に用いられている。

## 土地被覆
土地被覆（Land cover）とは陸地の表面のあるがままの状況のことであり、植生（地表の植物の分布状況）や、人間活動の面から見た土地利用なども含まれる。

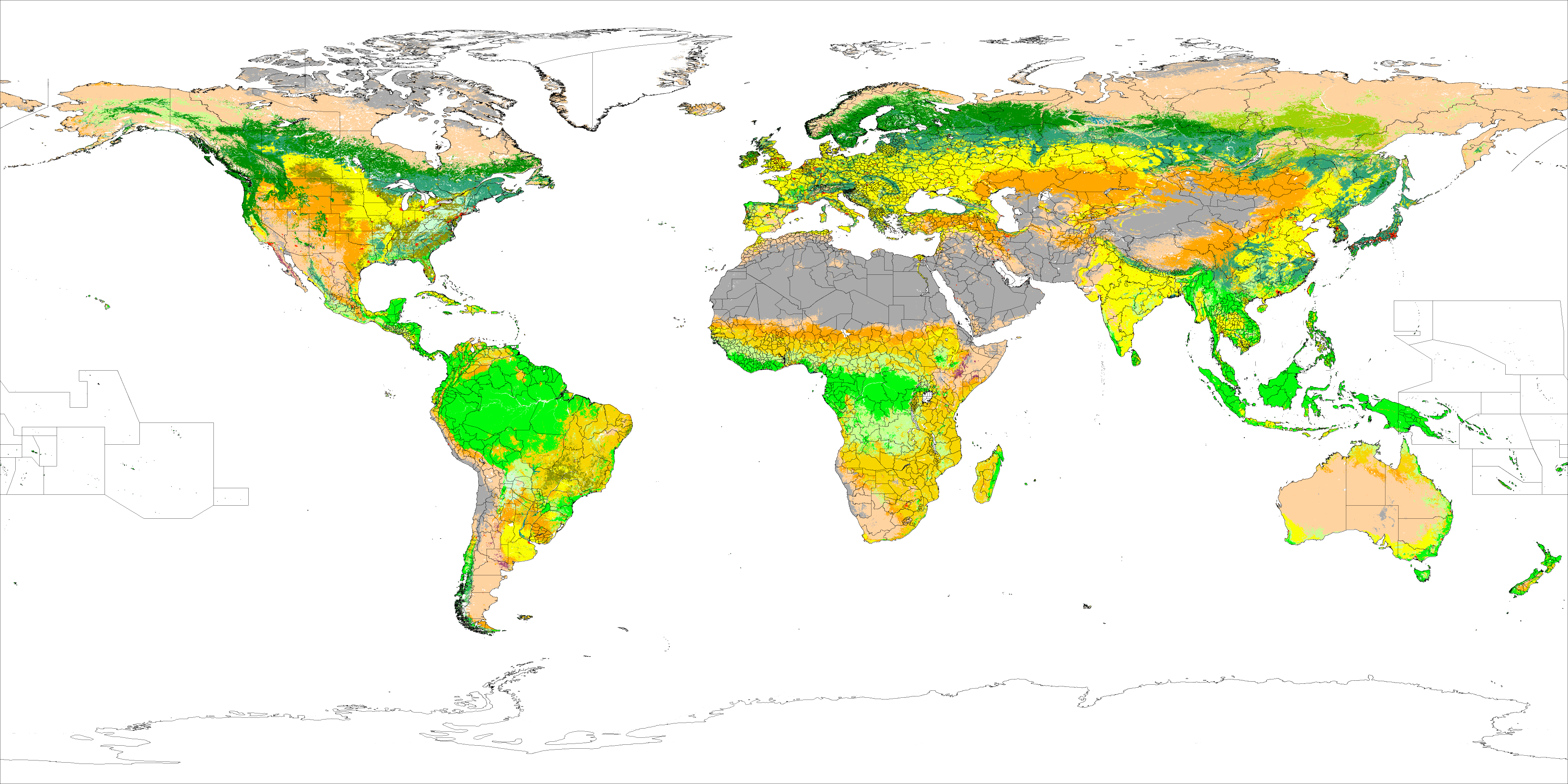
地球圏・生物圏国際協同研究計画による土地被覆、17区分、色 code
水面
常緑針葉樹
常緑広葉樹
落葉針葉樹
落葉広葉樹
混合林
灌木密 (木本>60%)
灌木疎 (10-60%)
サバンナ (30-60%)
サバンナ (10-30%)
草原 (10%>木本)
湿地
農地
都市/人工物
農地および自然の植生
雪原・氷河
砂漠・悪地

以下の表は国際連合食糧農業機関（FAO）による欧州宇宙機関（European Space Agency　ESA）の衛星写真分析の集計である。FAOの集計にはNASAのMODIS (Moderate Resolution Imaging Spectroradiometer) に基づくデータもあるが、ESAの数値とかなりかけ離れたものもある。ここでは各年度の数値が完備しているESAの数値を掲載している。また上の地図では土地被覆を17区分としているが、下の表では14区分となっている。
| FAO code | 分類         | 1992      | 2000      | 2015      | 2018      | 2018   | 2018         |                                           |
| FAO code | 分類         | 1992      | 2000      | 2015      | 面積      | 比率   | 92年比増減率 | 備考                                      |
| -------- | ------------ | --------- | --------- | --------- | --------- | ------ | ------------ | ----------------------------------------- |
| [6970]   | 人工物       | 25.91     | 31.94     | 55.24     | 58.40     | 0.4%   | 125.36%      | 都市・宅地など                            |
| [6971]   | 草本作物     | 1,713.59  | 1743.24   | 1,735.50  | 1734.14   | 11.79% | 1.2%         | 農地                                      |
| [6972]   | 木本作物     | 163.31    | 182.53    | 205.29    | 204.06    | 1.39%  | 24.95%       | 果樹など                                  |
| [6973]   | 輪作         |           |           |           |           |        |              | 複合農業                                  |
| [6983]   | 草原         | 1,789.42  | 1801.30   | 1,824.28  | 1831.88   | 12.46% | 2.37%        |                                           |
| [6974]   | 森林         | 4,429.67  | 4,389.81  | 4,365.02  | 4363.11   | 29.67% | -1.5%        |                                           |
| [6975]   | マングローブ | 17.72     | 18.04     | 18.45     | 18.47     | 0.13%  | 4.24%        |                                           |
| [6976]   | 潅木         | 1694.59   | 1,680.24  | 1,681.41  | 1,682.18  | 11.44% | -0.73%       |                                           |
| [6977]   | 湿地・氾濫域 | 202.18    | 196.73    | 189.14    | 190.77    | 1.3%   | -5.64%       | 草本1割以上、木本1割以下、冠水年2か月以上 |
| [6978]   | 荒地         | 904.88    | 893.28    | 887.46    | 886.78    | 6.03%  | -2%          | 植生 2-10%                                |
| [6979]   | 砂漠・悪地   | 1949.60   | 1949.61   | 1928.66   | 1,920.06  | 13.06% | -1.52%       |                                           |
| [6980]   | 雪原・氷河   | 1436.77   | 1436.77   | 1436.77   | 1,434.39  | 9.75%  | -0.17%       | 年10か月以上                              |
| [6981]   | 内水面       | 381.14    | 385.28    | 381.56    | 382.09    | 2.6%   | 0.25%        |                                           |
| [6982]   | 潮間帯       |           |           |           |           |        |              |                                           |
|          | 合計面積     | 14,708.77 | 14,707.87 | 14,710.71 | 14,706.32 | 100%   |              |                                           |

## 地球外の土地
陸地は、岩石で構成されていて地表の全てが液体に覆われていない惑星・衛星に存在する。そのため土地は、地球にしかないわけではない。地球の土地のほかに、月や火星の土地の「売買」もおこなわれる。
「引渡」、「占有」等の可能性の観点から、そのような契約の法的有効性については、各国の法令により判断されるところであるが、ここでは詳述を避ける。
1979年の月協定により地球以外の土地の所有は、国家・個人いずれも認められないとされているため、この条約に批准している国家に属する者は所有ができないとされている。しかし2006年現在では批准している国家が極めて少ない。詳細は 宇宙法を参照されたい。